# Ligat ha'Al 2018-2019
La Ligat ha'Al 2018-2019 è stata la 78ª edizione della massima divisione del campionato israeliano di calcio.
La stagione regolare ha avuto inizio il 25 agosto 2018 ed è terminata l'11 marzo 2019. Il 16 marzo hanno preso il via sia i play-out che i play-off, conclusisi rispettivamente il 12 e il 25 maggio 2019.
Il torneo è stato vinto dal Maccabi Tel Aviv, laureatosi matematicamente campione, per la ventiduesima volta nella propria storia, già il 30 marzo, con otto giornate di anticipo.

## Squadre partecipanti
| Club                | Città         | Stadio               | Stagione precedente |
| ------------------- | ------------- | -------------------- | ------------------- |
| Ashdod              | Ashdod        | Stadio HaYud-Alef    | 12º posto           |
| Beitar Gerusalemme  | Gerusalemme   | Stadio Teddy Kollek  | 3º posto            |
| Bnei Sakhnin        | Sakhnin       | Stadio Doha          | 11º posto           |
| Bnei Yehuda         | Tel Aviv      | Stadio HaMoshava     | 6º posto            |
| Hapoel Be'er Sheva  | Be'er Sheva   | Stadio Yaakov Turner | Campione d'Israele  |
| Hapoel Hadera       | Hadera        | Stadio Netanya       | 2° in Liga Leumit   |
| Hapoel Haifa        | Haifa         | Stadio Sammy Ofer    | 4º posto            |
| Hapoel Tel Aviv     | Tel Aviv      | Stadio Netanya       | 1° in Liga Leumit   |
| Hapoel Ra'anana     | Ra'anana      | Stadio Ramat Gan     | 9º posto            |
| Ironi K. Shmona     | Kiryat Shmona | Stadio municipale    | 7º posto            |
| Maccabi Haifa       | Haifa         | Stadio Sammy Ofer    | 10º posto           |
| Maccabi Natanya     | Netanya       | Stadio Netanya       | 5º posto            |
| Maccabi Petah Tiqwa | Petah Tiqwa   | Stadio HaMoshava     | 8º posto            |
| Maccabi Tel Aviv    | Tel Aviv      | Stadio Netanya       | 2º posto            |

## Formula
Per la presente stagione, l'IFA ha confermato la formula adottata a partire dal campionato 2013-2014.
Prendono parte alla massima serie 14 squadre, che si affrontano, dapprima, in un girone all'italiana di 26 giornate, tra andata e ritorno.
Al termine della stagione regolare, le sei squadre classificatesi dal primo al sesto posto partecipano ai play-off per il titolo e per la qualificazione alle Coppe europee; le otto squadre classificatesi dal settimo al quattordicesimo posto disputano, invece, i play-out per determinare le retrocessioni.
Tanto nei play-off quanto nei play-out, le squadre partono con gli stessi punti ottenuti durante la stagione regolare.
La squadra campione si qualifica al primo turno preliminare della UEFA Champions League 2019-2020 e alla Supercoppa d'Israele 2019 (ove affronta la vincitrice della Coppa di Stato 2018-2019 o, in caso di vittoria di tale trofeo da parte del club campione nazionale, la seconda classificata in campionato).
La seconda e la terza classificata sono ammesse al primo turno preliminare di UEFA Europa League 2019-2020.
Poiché un posto a quest'ultimo torneo (precisamente al secondo turno preliminare) è previsto anche per la squadra vincitrice della Coppa di Stato 2018-2019, se detto trofeo è vinto da un club classificatosi al secondo o al terzo posto dei play-off (o, in caso di vittoria della Coppa di Stato da parte della squadra campione nazionale, se in una di tali posizioni si classifica la finalista perdente), viene qualificata al primo turno preliminare di Europa League anche la quarta classificata.
Sono retrocesse le ultime due squadre classificatesi ai play-out, rimpiazzate nella stagione successiva dalle due squadre promosse dalla Liga Leumit.
I play-off si disputano in partite di andata e ritorno, per un totale di 10 giornate (dalla 27ª alla 36ª giornata). I play-out, invece, si disputano in partite di sola andata, per un totale di 7 giornate (dalla 27ª alla 33ª).
Ciascuna squadra, pertanto, disputa complessivamente 36 o 33 partite, a seconda che partecipi ai play-off o ai play-out.

## Stagione regolare

### Classifica finale
|  | Pos. | Squadra             | Pt | G  | V  | N  | P  | GF | GS | DR  |
|  | ---- | ------------------- | -- | -- | -- | -- | -- | -- | -- | --- |
|  | 1.   | Maccabi Tel Aviv    | 66 | 26 | 20 | 6  | 0  | 57 | 12 | +45 |
|  | 2.   | Maccabi Haifa       | 44 | 26 | 12 | 8  | 6  | 34 | 27 | +7  |
|  | 3.   | Maccabi Natanya     | 43 | 26 | 12 | 7  | 7  | 34 | 29 | +5  |
|  | 4.   | Hapoel Be'er Sheva  | 39 | 26 | 10 | 9  | 7  | 36 | 32 | +4  |
|  | 5.   | Bnei Yehuda         | 37 | 26 | 10 | 7  | 9  | 39 | 25 | +14 |
|  | 6.   | Hapoel Hadera       | 33 | 26 | 9  | 6  | 11 | 30 | 41 | -11 |
|  | 7.   | Hapoel Haifa        | 32 | 26 | 7  | 11 | 8  | 42 | 37 | +5  |
|  | 8.   | Hapoel Tel Aviv     | 31 | 26 | 6  | 13 | 7  | 26 | 23 | +3  |
|  | 9.   | Ironi K. Shmona     | 30 | 26 | 7  | 9  | 10 | 25 | 28 | -3  |
|  | 10.  | Hapoel Ra'anana     | 30 | 26 | 6  | 12 | 8  | 20 | 30 | -10 |
|  | 11.  | Beitar Gerusalemme  | 29 | 26 | 7  | 8  | 11 | 32 | 37 | -5  |
|  | 12.  | Maccabi Petah Tiqwa | 28 | 26 | 6  | 10 | 10 | 26 | 40 | -14 |
|  | 13.  | Ashdod              | 22 | 26 | 5  | 7  | 14 | 20 | 42 | -22 |
|  | 14.  | Bnei Sakhnin        | 21 | 26 | 4  | 9  | 13 | 21 | 39 | -18 |

Legenda:
      Ammesse ai play-off.
      Ammesse ai play-out.
Note:
Tre punti a vittoria, uno a pareggio, zero a sconfitta.
In caso di arrivo di due o più squadre a pari punti, la graduatoria finale viene stilata secondo la classifica avulsa tra le squadre interessate che prevede, nell'ordine, i seguenti criteri:
- differenza reti generale;
- numero di partite vinte;
- goal segnati;
- punti negli scontri diretti;
- differenza reti negli scontri diretti;
- goal segnati negli scontri diretti.

Qualora la parità persista, si ricorre ad uno spareggio.

### Risultati
Ogni riga indica i risultati casalinghi della squadra segnata a inizio della riga contro le squadre segnate colonna per colonna (che invece avranno giocato l'incontro in trasferta). Al contrario, leggendo la colonna di una squadra si avranno i risultati ottenuti dalla stessa in trasferta, contro le squadre segnate in ogni riga, che invece avranno giocato l'incontro in casa.
|                  | Ash  | BeG  | BnS  | BnY  | HBS  | HHd  | HHf  | HRa  | HTA  | IKS  | MHa  | MNe  | MPT  | MTA  |
| ---------------- | ---- | ---- | ---- | ---- | ---- | ---- | ---- | ---- | ---- | ---- | ---- | ---- | ---- | ---- |
| Ashdod           | –––– | 1-1  | 2-1  | 1-0  | 1-0  | 2-3  | 0-3  | 1-1  | 1-1  | 1-0  | 0-1  | 1-4  | 1-1  | 0-2  |
| Beitar G.        | 4-1  | –––– | 3-2  | 1-5  | 2-3  | 0-1  | 1-1  | 2-0  | 0-1  | 0-0  | 1-1  | 1-1  | 0-0  | 0-2  |
| Bnei Sakhnin     | 4-3  | 0-0  | –––– | 2-1  | 0-0  | 1-2  | 0-4  | 0-0  | 1-1  | 0-3  | 0-2  | 0-2  | 0-1  | 0-0  |
| Bnei Yehuda      | 2-0  | 0-2  | 0-1  | –––– | 3-1  | 2-0  | 4-2  | 3-0  | 0-0  | 0-1  | 1-1  | 0-0  | 2-2  | 1-3  |
| H. Be'er Sheva   | 1-0  | 3-1  | 1-1  | 0-0  | –––– | 2-2  | 2-0  | 2-0  | 2-1  | 2-1  | 0-2  | 1-1  | 4-1  | 1-1  |
| H. Hadera        | 3-2  | 0-3  | 2-1  | 0-4  | 1-2  | –––– | 2-0  | 0-0  | 2-1  | 1-0  | 1-2  | 2-2  | 3-0  | 0-2  |
| H. Haifa         | 0-1  | 2-2  | 0-3  | 0-2  | 4-4  | 1-1  | –––– | 2-2  | 1-1  | 1-1  | 0-0  | 5-0  | 4-2  | 1-3  |
| H. Ra'anana      | 1-1  | 2-1  | 2-1  | 0-0  | 3-1  | 1-0  | 0-3  | –––– | 0-0  | 2-1  | 1-1  | 1-2  | 1-0  | 0-2  |
| H. Tel Aviv      | 0-0  | 0-3  | 2-0  | 3-2  | 1-0  | 1-1  | 1-0  | 0-0  | –––– | 0-0  | 1-2  | 1-2  | 6-0  | 1-1  |
| I. Kiryat Shmona | 0-0  | 2-0  | 2-2  | 0-2  | 1-1  | 3-1  | 1-1  | 1-1  | 1-0  | –––– | 2-3  | 1-0  | 0-2  | 1-2  |
| M. Haifa         | 2-0  | 1-2  | 2-0  | 1-0  | 0-0  | 3-1  | 1-3  | 0-0  | 3-2  | 2-2  | –––– | 0-2  | 1-2  | 1-3  |
| M. Netanya       | 1-0  | 3-1  | 1-1  | 1-3  | 1-0  | 1-0  | 1-2  | 1-0  | 1-1  | 1-0  | 0-0  | –––– | 0-1  | 1-2  |
| M. Petah Tiqwa   | 2-0  | 4-1  | 0-0  | 1-1  | 1-3  | 1-1  | 1-1  | 1-1  | 0-0  | 0-1  | 1-2  | 1-4  | –––– | 1-1  |
| M. Tel Aviv      | 4-0  | 1-0  | 3-0  | 2-1  | 3-0  | 4-0  | 1-1  | 4-1  | 0-0  | 3-0  | 2-0  | 4-1  | 2-0  | –––– |

## Play-off

### Classifica finale
|                    | Pos. | Squadra            | Pt | G  | V  | N  | P  | GF | GS | DR  |
| ------------------ | ---- | ------------------ | -- | -- | -- | -- | -- | -- | -- | --- |
| Israele (bandiera) | 1.   | Maccabi Tel Aviv   | 89 | 36 | 27 | 8  | 1  | 77 | 17 | +60 |
|                    | 2.   | Maccabi Haifa      | 58 | 36 | 16 | 10 | 10 | 46 | 41 | +5  |
|                    | 3.   | Hapoel Be'er Sheva | 55 | 36 | 15 | 10 | 11 | 48 | 46 | +2  |
|                    | 4.   | Maccabi Natanya    | 53 | 36 | 15 | 8  | 13 | 45 | 47 | -2  |
| [ 4 ]              | 5.   | Bnei Yehuda        | 51 | 36 | 14 | 9  | 13 | 56 | 41 | +13 |
|                    | 6.   | Hapoel Hadera      | 42 | 36 | 12 | 6  | 18 | 43 | 59 | -16 |

Legenda:
      Campione d'Israele, ammessa alla UEFA Champions League 2019-2020.
      Ammesse alla UEFA Europa League 2019-2020.
Le squadre ripartono con gli stessi punteggi ottenuti durante la stagione regolare.
Note:
Tre punti a vittoria, uno a pareggio, zero a sconfitta.
In caso di arrivo di due o più squadre a pari punti, la graduatoria finale viene stilata secondo la classifica avulsa tra le squadre interessate che prevede, nell'ordine, i seguenti criteri:
- differenza reti generale;
- numero di partite vinte;
- goal segnati;
- punti negli scontri diretti;
- differenza reti negli scontri diretti;
- goal segnati negli scontri diretti.

Qualora la parità persista, si ricorre ad uno spareggio.

### Risultati
Ogni riga indica i risultati casalinghi della squadra segnata a inizio della riga contro le squadre segnate colonna per colonna (che invece avranno giocato l'incontro in trasferta). Al contrario, leggendo la colonna di una squadra si avranno i risultati ottenuti dalla stessa in trasferta, contro le squadre segnate in ogni riga, che invece avranno giocato l'incontro in casa.
|                 | BnY  | HBS  | HHd  | MHa  | MNe  | MTA  |
| --------------- | ---- | ---- | ---- | ---- | ---- | ---- |
| Bnei Yehuda     | –––– | 2-3  | 1-2  | 2-2  | 1-1  | 0-2  |
| H. Be'er Sheeva | 2-1  | –––– | 1-0  | 0-1  | 0-2  | 0-4  |
| H. Hadera       | 2-3  | 1-4  | –––– | 2-0  | 1-2  | 0-1  |
| M. Haifa        | 0-2  | 3-1  | 1-3  | –––– | 2-1  | 1-1  |
| M. Netanya      | 0-2  | 0-1  | 3-2  | 1-2  | –––– | 1-4  |
| M. Tel Aviv     | 2-3  | 0-0  | 2-0  | 1-0  | 3-0  | –––– |

## Play-out

### Classifica finale
|  | Pos. | Squadra             | Pt | G  | V  | N  | P  | GF | GS | DR  |
|  | ---- | ------------------- | -- | -- | -- | -- | -- | -- | -- | --- |
|  | 7.   | Beitar Gerusalemme  | 43 | 33 | 11 | 10 | 12 | 43 | 43 | 0   |
|  | 8.   | Hapoel Tel Aviv     | 42 | 33 | 9  | 15 | 9  | 40 | 30 | +10 |
|  | 9.   | Hapoel Ra'anana     | 39 | 33 | 8  | 15 | 10 | 29 | 38 | -9  |
|  | 10.  | Ironi K. Shmona     | 38 | 33 | 9  | 11 | 13 | 34 | 35 | -1  |
|  | 11.  | Hapoel Haifa        | 37 | 33 | 8  | 13 | 12 | 44 | 47 | -3  |
|  | 12.  | Ashdod              | 37 | 33 | 10 | 7  | 16 | 34 | 54 | -20 |
|  | 13.  | Maccabi Petah Tiqwa | 36 | 33 | 8  | 12 | 13 | 33 | 51 | -18 |
|  | 14.  | Bnei Sakhnin        | 27 | 33 | 5  | 12 | 16 | 27 | 50 | -23 |

Legenda:
      Retrocesse in Liga Leumit 2019-2020
Le squadre ripartono con gli stessi punteggi ottenuti durante la stagione regolare.
Note:
Tre punti a vittoria, uno a pareggio, zero a sconfitta.
In caso di arrivo di due o più squadre a pari punti, la graduatoria finale viene stilata secondo la classifica avulsa tra le squadre interessate che prevede, nell'ordine, i seguenti criteri:
- differenza reti generale;
- numero di partite vinte;
- goal segnati;
- punti negli scontri diretti;
- differenza reti negli scontri diretti;
- goal segnati negli scontri diretti.

Qualora la parità persista, si ricorre ad uno spareggio.

### Risultati
Ogni riga indica i risultati casalinghi della squadra segnata a inizio della riga contro le squadre segnate colonna per colonna (che invece avranno giocato l'incontro in trasferta). Al contrario, leggendo la colonna di una squadra si avranno i risultati ottenuti dalla stessa in trasferta, contro le squadre segnate in ogni riga, che invece avranno giocato l'incontro in casa.
|                  | Ash  | BeG  | BnS  | HHf  | HRa  | HTA  | IKS  | MPT  |
| ---------------- | ---- | ---- | ---- | ---- | ---- | ---- | ---- | ---- |
| Ashdod           | –––– |      | 1-2  | 1-0  |      |      | 3-2  |      |
| Beitar G.        | 2-3  | –––– | 0-0  |      |      |      |      | 4-1  |
| Bnei Sakhnin     |      |      | –––– | 1-2  |      |      | 0-2  | 1-1  |
| H. Haifa         |      | 0-0  |      | –––– | 0-2  | 0-0  |      | 0-3  |
| H. Ra'anana      | 1-2  | 1-2  | 2-2  |      | –––– | 2-1  |      |      |
| H. Tel Aviv      | 5-1  | 1-2  | 3-0  |      |      | –––– | 2-2  |      |
| I. Kiryat Shmona |      | 0-1  |      | 3-0  | 0-0  |      | –––– | 0-1  |
| M. Petah Tiqwa   | 0-3  |      |      |      | 0-2  | 1-1  |      | –––– |

## Statistiche

### Squadre

#### Capoliste solitarie
|    | ——  | ——  | —— | ——  | ——  | ——  | ——  | ——  | ——  | ——  | ——  | ——  | ——  | ——  | ——  | ——  | ——  | ——  | ——  | ——  | ——  | ——  | ——  | ——  | ——  | ——  | ——  | ——  | ——  | ——  | ——  | ——  | ——  | ——  | ——  | —— |  |
|    | HHd | HHd |    | HHd | HHd | HHd | MTA | MTA | MTA | MTA | MTA | MTA | MTA | MTA | MTA | MTA | MTA | MTA | MTA | MTA | MTA | MTA | MTA | MTA | MTA | MTA | MTA | MTA | MTA | MTA | MTA | MTA | MTA | MTA | MTA |    |  |
|    |     |     |    |     |     |     |     |     |     |     |     |     |     |     |     |     |     |     |     |     |     |     |     |     |     |     |     |     |     |     |     |     |     |     |     |    |  |
|    |     |     |    |     |     |     |     |     |     |     |     |     |     |     |     |     |     |     |     |     |     |     |     |     |     |     |     |     |     |     |     |     |     |     |     |    |  |
| 1ª | 2ª  | 3ª  | 4ª | 5ª  | 6ª  | 7ª  | 8ª  | 9ª  | 10ª | 11ª | 12ª | 13ª | 14ª | 15ª | 16ª | 17ª | 18ª | 19ª | 20ª | 21ª | 22ª | 23ª | 24ª | 25ª | 26ª | 27ª | 28ª | 29ª | 30ª | 31ª | 32ª | 33ª | 34ª | 35ª | 36ª |    |  |

#### Primati stagionali
Squadre
- Maggior numero di vittorie: Maccabi Tel Aviv (27)
- Minor numero di sconfitte: Maccabi Tel Aviv (1)
- Migliore attacco: Maccabi Tel Aviv (77)
- Miglior difesa: Maccabi Tel Aviv (17)
- Miglior differenza reti: Maccabi Tel Aviv (+60)
- Maggior numero di pareggi: Hapoel Tel Aviv e Hapoel Ra'anana (15)
- Minor numero di pareggi: Hapoel Hadera (6)
- Minor numero di vittorie: Bnei Sakhnin (5)
- Maggior numero di sconfitte: Hapoel Hadera (18)
- Peggiore attacco: Bnei Sakhnin (27)
- Peggior difesa: Hapoel Hadera (59)
- Peggior differenza reti: Bnei Sakhnin (-23)
- Maggior numero di vittorie consecutive: Maccabi Tel Aviv (7, dalla 23ª alla 29ª)
- Miglior serie positiva: Maccabi Tel Aviv (32 risultati utili consecutivi, dalla 1ª alla 32ª giornata)
- Peggior serie negativa: Maccabi Petah Tiqwa (4 sconfitte consecutive, dalla 16ª alla 19ª giornata) e Hapoel Hadera (4 sconfitte consecutive, dalla 22ª alla 25ª giornata e dalla 30ª alla 33ª giornata)

Partite
- Partita con più reti: Hapoel Haifa-Hapoel Beer Sheva 4-4 (8)
- Vittoria con maggiore scarto di gol: Hapoel Tel Aviv-Maccabi Petah Tiqwa 6-0 (+6)
- Maggior numero di reti in una giornata[5]: 25 (23ª giornata)
- Minor numero di reti in una giornata[5]: 11 (22ª giornata)

### Individuali

#### Classifica marcatori
| Gol |  |  | Giocatore           | Squadra                            |
| --- |  |  | ------------------- | ---------------------------------- |
| 15  |  |  | Ben Sahar           | Hapoel Be'er Sheva                 |
| 13  |  |  | Fatos Bećiraj       | Maccabi Netanya                    |
| 13  |  |  | Lúcio Maranhão      | Hapoel Hadera                      |
| 12  |  |  | Eliran Atar         | Maccabi Tel Aviv                   |
| 12  |  |  | Yarden Shua         | Bnei Yehuda Tel Aviv/Maccabi Haifa |
| 11  |  |  | Omer Atzili         | Maccabi Tel Aviv                   |
| 11  |  |  | Mavis Tchibota      | Bnei Yehuda Tel Aviv               |
| 10  |  |  | Guy Melamed         | Maccabi Netanya                    |
| 9   |  |  | Shlomi Azulay       | Bnei Sakhnin                       |
| 9   |  |  | Ange-Freddy Plumain | Beitar Gerusalemme                 |
| 9   |  |  | Nikita Rukavytsya   | Maccabi Haifa                      |
| 8   |  |  | Dor Peretz          | Maccabi Tel Aviv                   |
| 8   |  |  | Avi Rikan           | Maccabi Tel Aviv                   |
| 8   |  |  | Ramzi Safouri       | Hapoel Tel Aviv                    |
| 8   |  |  | Itay Shechter       | Maccabi Tel Aviv                   |
| 8   |  |  | Jakub Sylvestr      | Bnei Yehuda                        |
| 8   |  |  | Shon Weissman       | Maccabi Haifa                      |